# Petravec
 Petravec  falu Horvátországban Zágráb megyében. Közigazgatásilag Velika Goricához tartozik.

## Fekvése
Zágráb központjától 25 km-re délre, községközpontjától 17 km-re délnyugatra a Vukomerići dombok között fekszik. 

## Története
1225-ben IV. Béla még szlavón hercegként a zágrábi várhoz tartozó egyes jobbágyokat nemesi rangra emelt, akik mentesültek a várispánok joghatósága alól és a zágrábi mező (Campi Zagrabiensis) nemeseinek közössége, azaz saját maguk által választott saját joghatóság (comes terrestris) alá kerültek. Az így megalakított Túrmezei Nemesi Kerülethez tartozott a település is.	
A kis túrmezei falu mai nevén való első írásos említése a 16. század közepén történt. Eredetileg "Ratkow Wrh, Radthkov Verh" vagy "Ratkovac" néven szerepel a középkori forrásokban. Régi nevét valószínűleg egykori birtokosáról Ratkóról, Lovrin apjáról kapta, akit 1333-ban említenek itt. 1549-ben és 1551-ben a jerebići származású nemes Marko Prvonožec élt a településen. 1552-ben említik itt a szintén jerebići Toma Petravićot, akit 1561-ben is megemlít egy királlyi adománylevél, mely megerősíti őt és másokat jerebići és cvilkovi birtokaikban. 1560-ban a túrmezei testvériséget megújító okiratban szerepel Martin Prvonožec. 1569-ben említik az itt élt Fabijan Petravićot. A túrmezei nemesség 1632-ben kelt okiratában a Petravić, Kos, Bručak, Ostoić, Kerhnijević és Gomogojac családokat sorolja fel. 1645-ben a települést "Ratkov vrh" és "Petravski vrh" néven is említik. Mai nevét a Petravić családról kapta.
1857-ben 137, 1910-ben 170 lakosa volt. Trianon előtt Zágráb vármegye Nagygoricai járásához tartozott.  2001-ben 90 lakosa volt.

## Lakosság
| Lakosság változása | Lakosság változása | Lakosság változása | Lakosság változása | Lakosság változása | Lakosság változása | Lakosság változása | Lakosság változása | Lakosság változása | Lakosság változása | Lakosság változása | Lakosság változása | Lakosság változása | Lakosság változása | Lakosság változása |
| ------------------ | ------------------ | ------------------ | ------------------ | ------------------ | ------------------ | ------------------ | ------------------ | ------------------ | ------------------ | ------------------ | ------------------ | ------------------ | ------------------ | ------------------ |
| 1857               | 1869               | 1880               | 1890               | 1900               | 1910               | 1921               | 1931               | 1948               | 1953               | 1961               | 1971               | 1981               | 1991               | 2001               |
| 137                | 142                | 142                | 146                | 153                | 170                | 161                | 158                | 145                | 144                | 144                | 123                | 112                | 130                | 90                 |

## Külső hivatkozások
- Velika Gorica hivatalos oldala
- Velika Gorica turisztikai egyesületének honlapja
- A Túrmező honlapja